# Getijdenboek van Filips de Goede

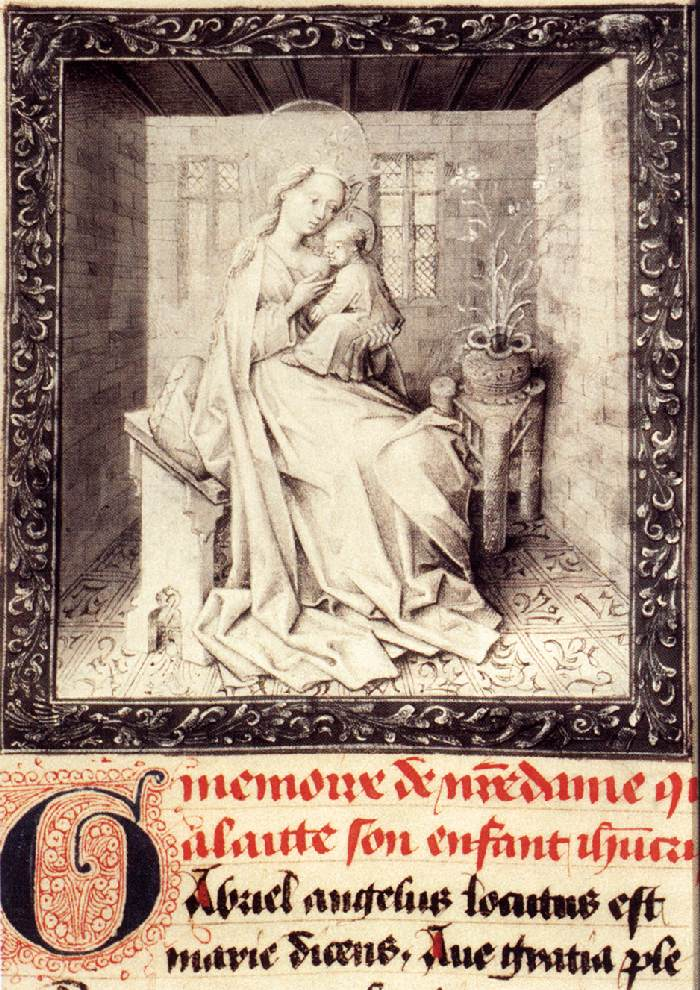
Jan Tavernier, Getijdenboek van Filips de Goede, Maria lactans f245r.

Het Getijdenboek van Filips de Goede is een uit de late 15e eeuw daterend rijkgeïllustreerd getijdenboek dat toebehoorde aan Filips de Goede.
Het werd in zijn opdracht gemaakt tussen 1445 en 1460 in Oudenaarde en verder afgewerkt omstreeks 1500 in Brugge. Het wordt nu bewaard in de Koninklijke Bibliotheek in Den Haag, als ms. 76 F 2.

## Vorm
Het boek is vrij groot voor een getijdenboek, het meet 268 x 187 mm. Het bestaat, zonder de schutbladen, uit 348 perkamenten folia genummerd van I tot XIII en van 1 tot 328, een niet genummerd folium vooraan en achteraan en de folia genummerd 53a, 53b, 152a, 194a en 284a. Het tekstblok meet 165 x 110 mm en bestaat uit één kolom van 20 lijnen. De tekst is geschreven in een Bourgondische batarde (cursief) door Jean Miélot, secretaris van de hertog. Het boek is gedeeltelijk in het Frans en gedeeltelijk in het Latijn geschreven. De getijden zijn volgens het liturgisch gebruik van Rome.
Het handschrift is zeer uitbundig verlucht, het bevat 153 miniaturen en 12 kalendervignetten. De verluchting is volledig in grisaille uitgevoerd. Het is nog steeds ingebonden in een bruine lederen band van omstreeks 1500, gemaakt door Antoine de Gavere en Johannes Guillebert, beiden uit Brugge. Het werd verlucht door Jan Tavernier uit Oudenaarde.

## Geschiedenis
Men heeft lang gedacht dat dit getijdenboek het werk was dat vermeld wordt in de archieven van de hertog van 1455. Hierin was een kwijting te vinden op naam van Jan Tavernier, “historieur et enlumineur, demourant en nostre ville d’Oudenarde”, voor het maken van een kalvarie en een Maagd met Kind evenals 230 miniaturen “de noir et de blanc”, in grisaille dus. Volgens een artikel van de Koninklijke Bibliotheek heeft recent onderzoek uitgewezen dat het betrokken kwijtschrift moet gaan over een ander getijdenboek uit de bibliotheek van Filips de Goede. Filips is wel met nagenoeg zekerheid aan te wijzen als de opdrachtgever gezien hij achtmaal biddend in het handschrift werd afgebeeld en zijn motto 'Aultre-narray' tweemaal is neegeschreven in dit getijdenboek.
(Den Haag, Koninklijke Bibliotheek) Het handschrift is na de dood van Filips, vermoedelijk rond 1500 uitgebreid met teksten en miniaturen, 39 in totaal. Die worden toegeschreven aan een anonieme meester met als noodnaam de 'Meester van de gebedenboeken omstreeks 1500'. Nadien zijn we elk spoor van het boek kwijt.
Het boek duikt terug op bij de veiling in Mons van de bibliotheek van mevrouw de Montfort, kanunnikes bij de collegiale Sint Waltrudis kerk in Mons. Het wordt gekocht door de historicus Georges-Joseph Gérard (1734-1814) en in 1818 verkoopt diens weduwe zijn collectie aan Willem I. De collectie van Gérard werd voor 7000 gulden verkocht aan het rijksarchief en in 1832 overgebracht naar de KB samen met meer dan 400 andere handschriften uit de collectie van Gérard.

## Indruk van het manuscript

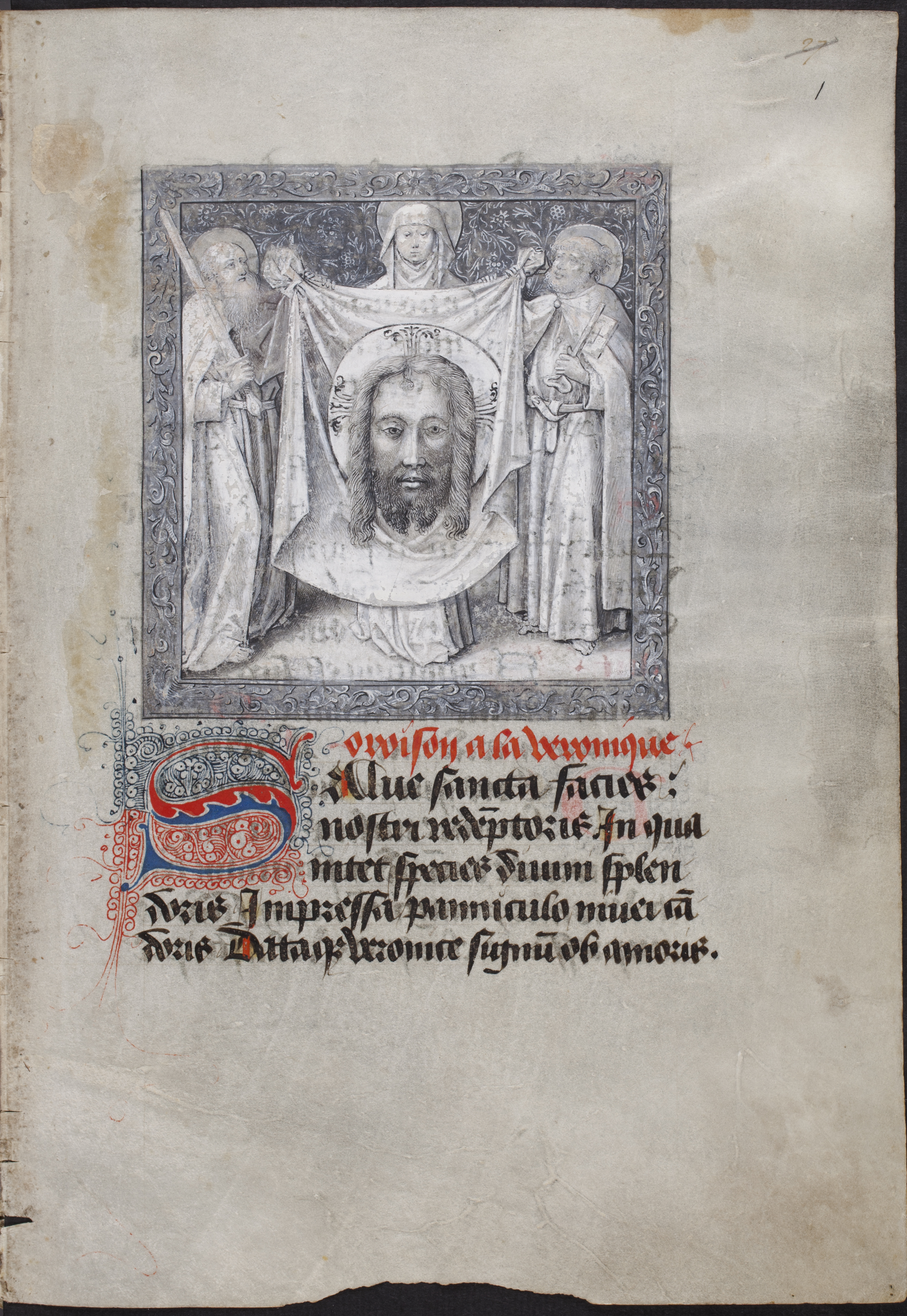
Titelpagina
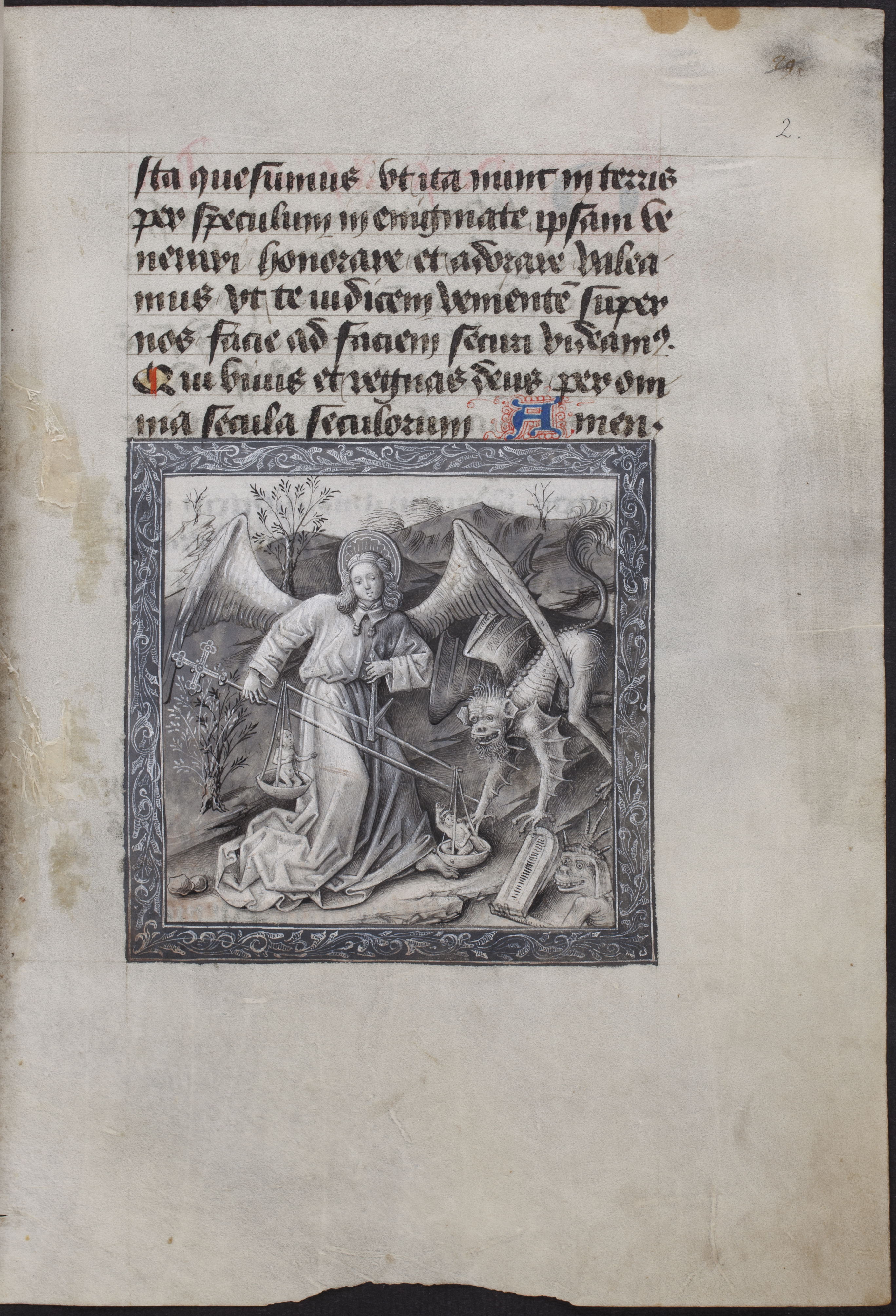
f. 2r
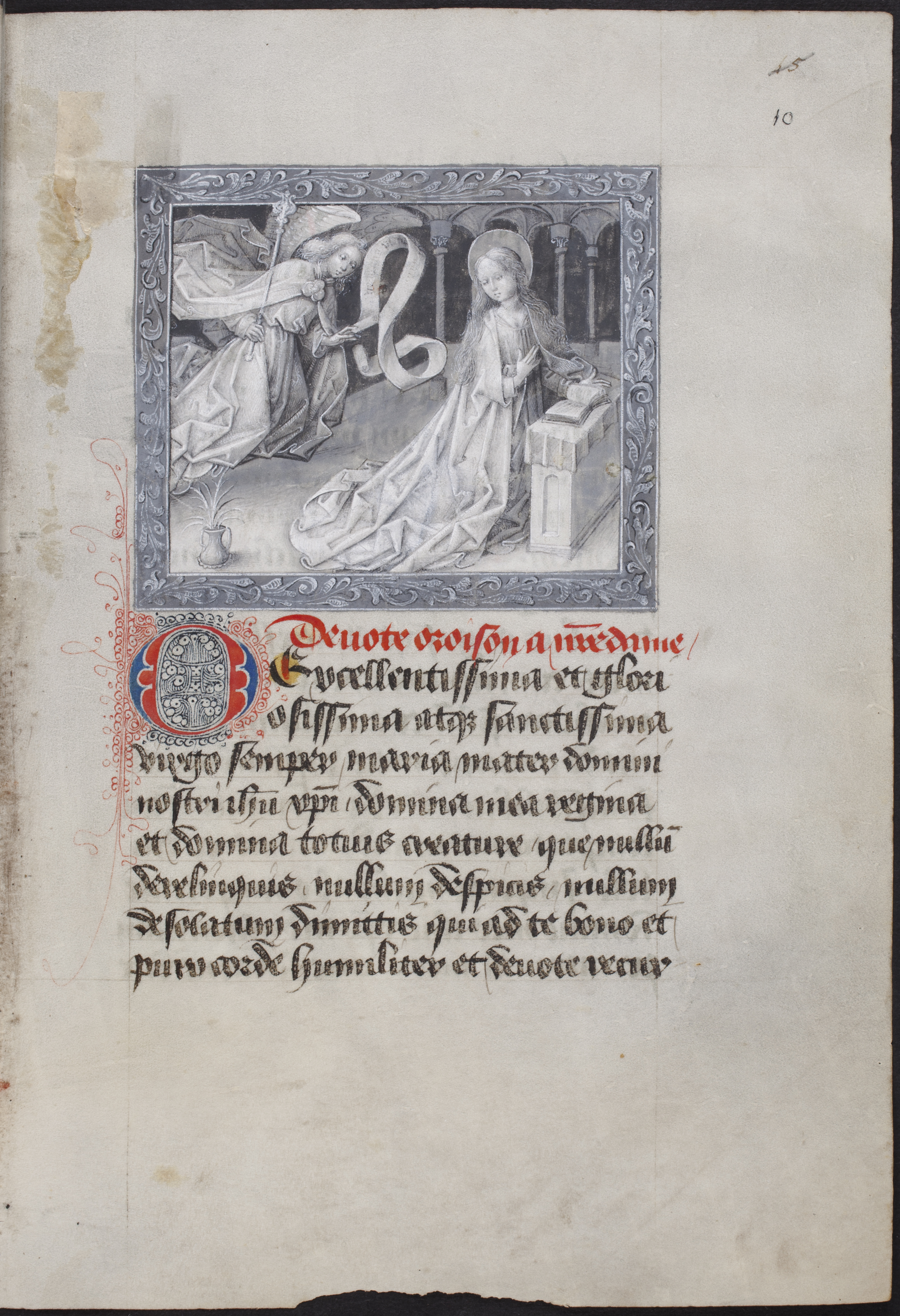
f. 10r
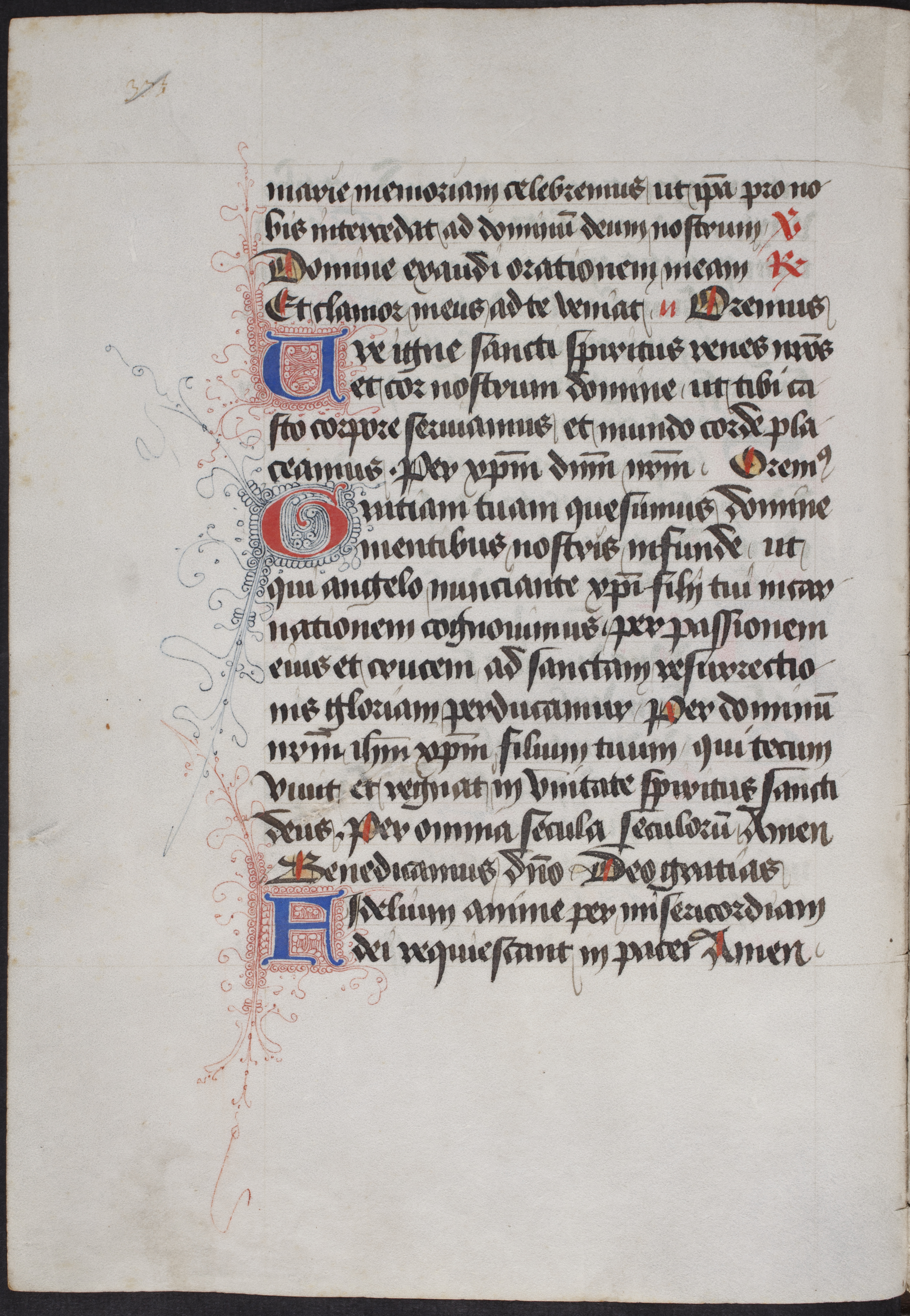
f. 152v
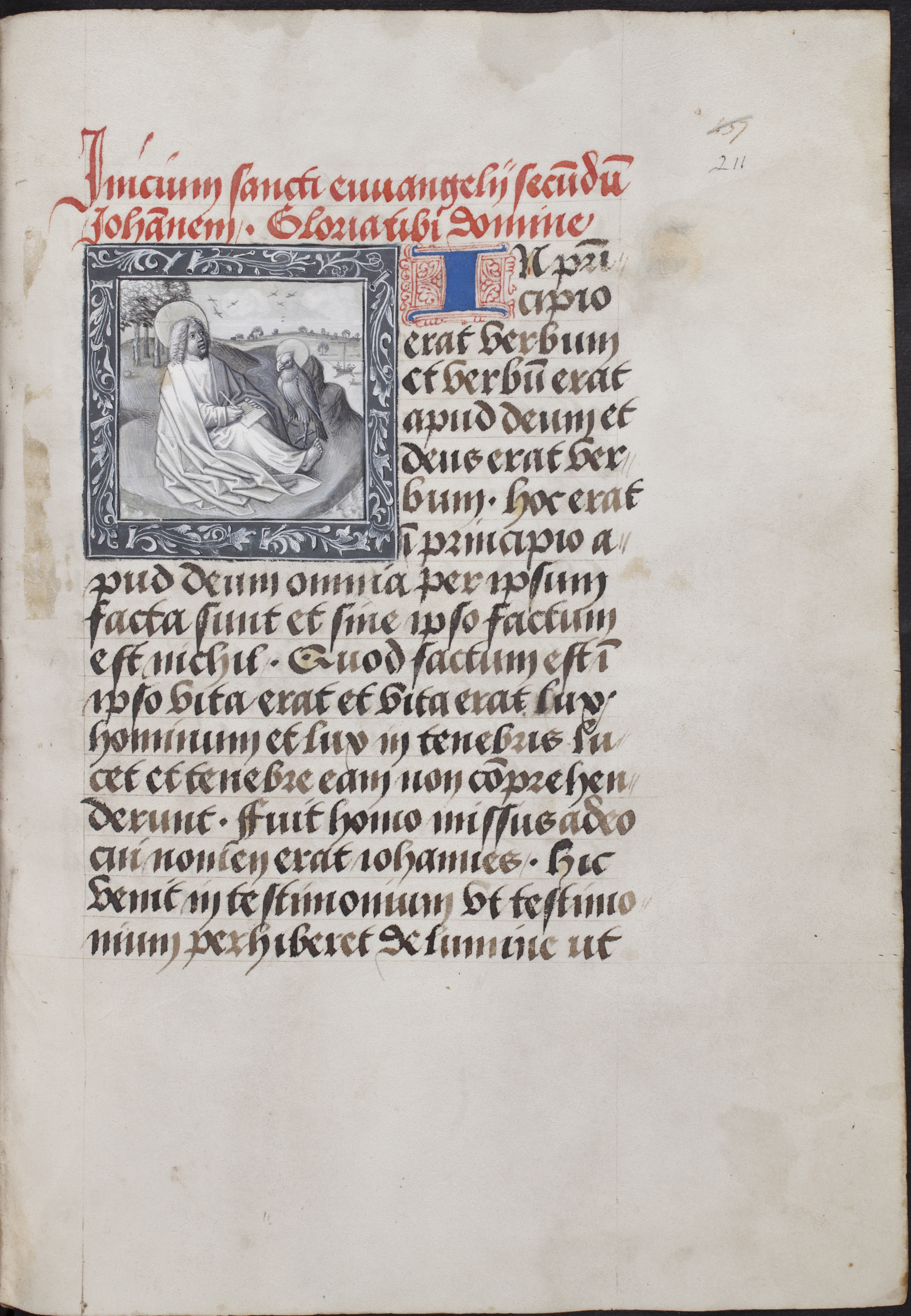
f. 211r
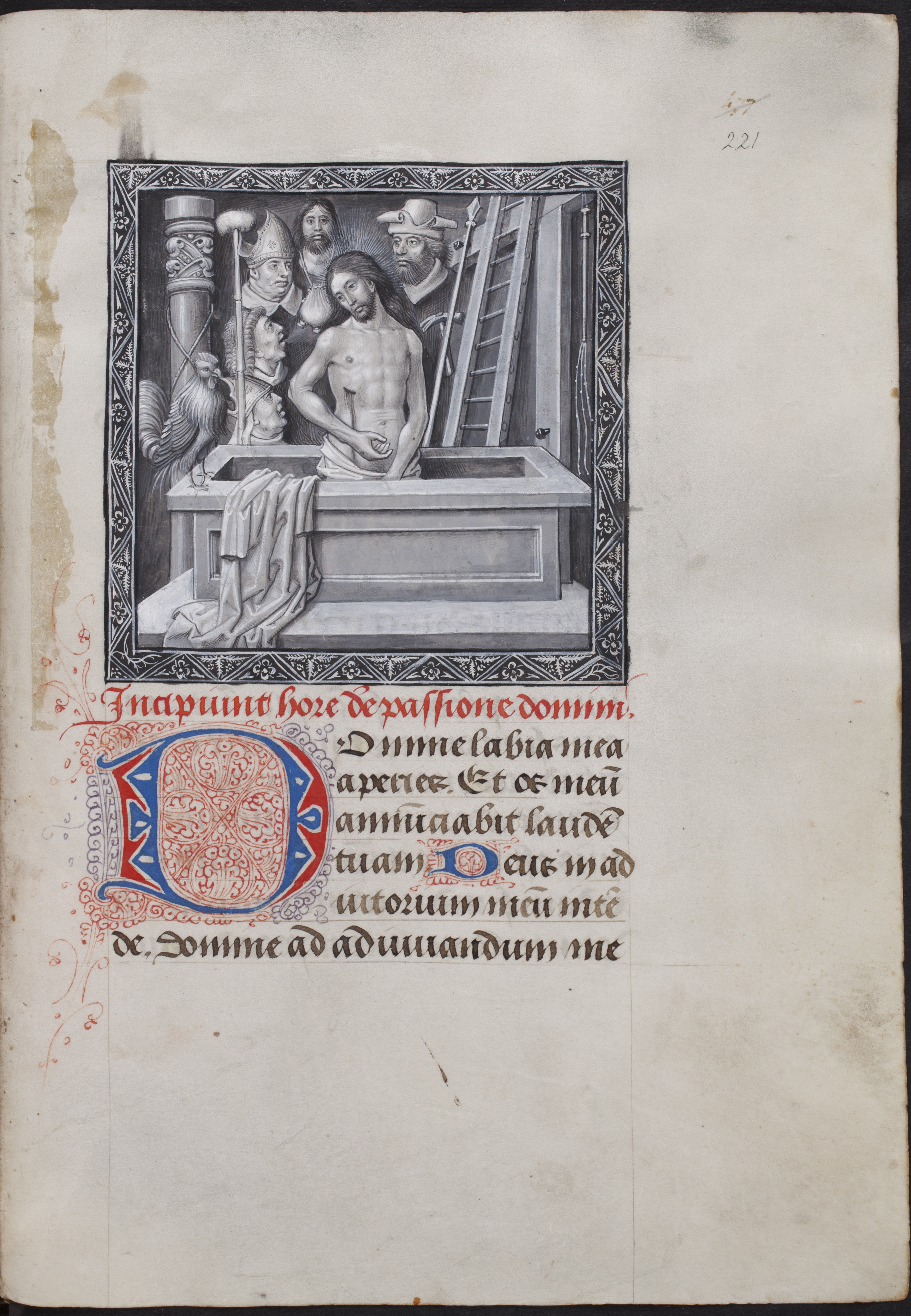
f. 221r

## Inhoud
Samengevat krijgen we volgende inhoudslijst:
- fir-fxiiv: Kalender
- f1r-f53v: Diverse gebeden
- f54r-f113r: Getijden en missen voor elke dag in de week
- f113r-f115v: Diverse gebeden
- f116r-f152v: Mariagetijden
- f153r-160r: Boetepsalmen
- f160r-f168v: Litanie van alle heiligen en gebeden
- f169r-f208v: Officie van de doden
- f209r-f210v: Gebed tot Gregorius de Grote
- f211r-f215r: Lezingen uit de vier evangelies
- f215r-220v: Gebeden voor dagelijks gebruik
- f221r-f243v: Passiegetijden en gebeden tot het kruis en de doornenkroon
- f244r-f284v: Suffragia
- f285r-f293v: Gebeden tot de Maagd Maria
- f293v-f327r: Diverse gebeden.

### Diverse gebeden
Het getijdenboek zoals het nu voorligt, heeft een vrij eigenaardige opbouw. Na de kalender volgen een aantal gebeden, psalmen, een collecta, antifonen verzen en responsen, en een kantiek, alles bij elkaar de opbouw van een getijde, hoewel er één Frans gebed tussen zit: “Memoire pour dire quant on veust cheminer ou partir” voor als men op reis vertrekt.
Een tweede sectie bevat gebeden tot de Heilige Maagd, gevolgd door het “Veni Creator”, een gebed tot het Heilig Kruis en dan een aantal Franse gebeden tot Christus, een aantal Latijnse gebeden tot Christus en dan weerom psalmen, verzen responses en een collecta gevolgd door een meditatie over de passie en een paar andere gebeden in het Frans en het Latijn.
In een derde sectie vinden we gebeden in verband met de communie, in het Frans. Een eerste gebed ter voorbereiding, een tweede gebed voor de communie en een derde gebed na de communie. Deze drie gebeden zijn telkens geïllustreerd met een miniatuur die ons de hertog Filips de Goede toont.
Daarna volgt het “Salve Regina”, twee gebeden in het Frans en een in het Latijn tot Christus, gevolgd door verzen en responses en een Franse versie van het “O intemerata”.
Detail van deze gebeden met de inleidende rubriek in het Middelfrans kan men desgewenst raadplegen in de onderstaande tabel.
| Fol.    | Sectie                    | Taal | Rubriek | Incipit |
| ------- | ------------------------- | ---- | --- | --- |
| 1r-2r   | Gebeden                   | L    | Oroison a la veronique | Salve sancta facies nostre redemptoris                                                                       |
| 2v-3r   |                           | L    | Oroison a saint michel | O sancte domine pater sprititus angelice                                                                     |
| 3r-3v   |                           | L    | De ce mesmes oroison | Angelus qui meis es custos                                                                                   |
| 3v-4r   |                           | L    | Pseaume | Deus in nomine tuum                                                                                          |
| 4r-4v   |                           | L    | Pseaume | Ad dominum cum tribularer                                                                                    |
| 4v-5r   |                           | L    | Pseaume de david | Deus misereatur nostri et benedicat nobis                                                                    |
| 5r-5v   |                           | L    | Oroison | Pater noster qui es in celis                                                                                 |
| 5v-7r   |                           | L    | De mesmes | Credo in spiritum sanctum sanctam ecclesiam catholicam                                                       |
| 7v-8r   |                           | F    | Memoire pour dire quant on veust cheminer ou partir | Doulx ihesu crist en qui est toute puissance                                                                 |
| 8r-8v   |                           | L    | Ces choses qui ci apres sensieut doivent estre dittes quant on commence a entrer en aucun voyage et a lissue dun hostel dune ville ou dun lieu | In viam peras salutis et prosperitatis                                                                       |
| 8v-9r   |                           | L    | Cantique de zacharie | Benedictus dominus deus                                                                                      |
| 10r-11r | Gebeden tot de Maagd      | L    | Devote oroison a nostre dame | O Excellentissima et gloriosissima atque sanctissima virgo semper maria                                      |
| 11r-12r |                           | L    | Cy apres sensieut une autre moult devote oroison a nostre dame | Gloriosa donna que filium dei portasti                                                                       |
| 12r-12v |                           | L    | | Sancta maria mater domini nostri                                                                             |
| 12v-13r |                           | L    | Autre oroison de nostre dame contre les temptations | Fluat stilla de mamilla gloriose semper marie virginis                                                       |
| 13v-13v |                           | L    | Contre les temptations de ce monde | Deprecor te domina sanctissima                                                                               |
| 14r-14v | Diverse gebeden           | L    | Veni creator | Veni creator spiritus mentes tuorum visita                                                                   |
| 15v-15v |                           | L    | Du saint esprit | Ave igni Sancti Spíritus                                                                                     |
| 15v-18r |                           | L    | Cy apres sensieut la pseaulme que fist Saint anastaise eveque | O vicunque vult faluus esse ante omnia opus est                                                              |
| 18r-19v |                           | L    | Cy commence une tres devote oroison que saint thomas daquin disoit | Concede michi misericord deus                                                                                |
| 19v-20r |                           | L    | Oroison de sainte barbe | O prudens et vigilans virgo                                                                                  |
| 20r-20v | Gebeden tot Christus      | L    | Oroison moult devote a nostre seigneur pendant a la croix | O crux gloriosa o crux adoranda o lignum prctiosum                                                           |
| 21r-21v |                           | F    | Cy apres sensieut une devote oroisona nostre seigneur que fist saint anselme | Tres puissant tres debonnaire tres chier tres doulx                                                          |
| 21v-22v |                           | F    | Autre oroison a nostre seigneur ihesus crist | Syre dieu je taime                                                                                           |
| 22v-23v |                           | F    | Oroison a nostre seigneur faisant la cene aveques ces disciples ou il establile saint sacrement de lautel | Sauveur de nos ames                                                                                          |
| 23v-24v |                           | F    | Cy apres sensieut de ce mesmes a nostre seigneur ihesus crist une moule belle et tres devote oroison | Mon sire a ta pitie je rens graces                                                                           |
| 24v-25r |                           | F    | Cy apres sensieut de ce mesmes une devote oroison | O pasteur tres piteux                                                                                        |
| 25r-25v |                           | F    | Sensuit une autre oroison de ce mesmes a nostre seigneur | O fontaine de vie                                                                                            |
| 25v-26v |                           | F    | Et apres sensuit de ce mesmes devote oroison | Haa mon sire tres bel tres desirable mon dieu ma vertu                                                       |
| 26v-27r |                           | F    | Nostre seigneur ihesus crist porte la sainte croix | O tres doulx ihesu                                                                                           |
| 27r-29r |                           | L    | Quiconques dira cette oroison a genoulx flechiez le papa gregoire lay donne deux mil ans de vraix pardon Et la glorieuse vierge marie luy denoncera la mort pour quarante jours devant. Et est cette oroison de bede pres .. Et sont les sepr paoles que nostre seigneur ihesus crist disoit en larbre de la croix | Domine ihesu criste qui septem verba in ultimo vite tue in cruce pendens dixisti                             |
| 29r-29v |                           | L    | Et est ceste oroison mollt prouffitable a dire en quaresime pour la souvenance de la passion de ihesus crist nostre sauveur. Autre oroison | Precor te piissime domine ihesu christe propter illam caritatem                                              |
| 30r-30v |                           | L    | Autre oroison devote a nostre seigneur | Domine deus omnipotens                                                                                       |
| 30v-31r |                           | L    | ps | Deus in nomine tuo                                                                                           |
| 31r-31v |                           |      | | Kyrieleyson, Pater noster                                                                                    |
| 32r-32r |                           | L    | | De profundis clamavi                                                                                         |
| 32r-33r |                           | F    | Autre oroison devote a nostre seigneur | Mon seigneur et mon dieu se jay fait pechie et suys vers toy coupable                                        |
| 33r-35v |                           | L    | Cy sensuit une briefve meditation de la passion de nostre seigneur et chascune fois que on la dist on gagne xxv jours de pardon et fu faite lanmil iij.c.lxx (1370) | Imperator celestum                                                                                           |
| 35v-37v |                           | L    | Et apres sensieut une oroison moult devote a dieu | Domine deus omnipotens                                                                                       |
| 37v-39v |                           | F    | Oroison de ce mesmes en francois | Sire dieu tout puissant                                                                                      |
| 39v-41v |                           | L    | Oroison a mesmes | O domine non secundum pecata nostri                                                                          |
| 41v-43v | Gebed voor de communie    | F    | Oroison a dire devant le sacrament | Mon tres … et tout puissant dieu quant je desive et propose recevoir ton precieux corps                      |
| 43v-44v | Gebed tijdens de communie | F    | Oroison devote quant on recoit le corps de ihesus crist | Tout puissant et misericors dieu je viens maitenant au saint sacrement de ton fil notre sauveur ihesu christ |
| 45r-45v | Gebed na de communie      | F    | Sensieut une moult devote oroison quant on a receu le corps de nostre seigneur | Je povre pecheur rens graces et loenges                                                                      |
| 46r-46r | Diverse gebeden           | L    | | Salve regina misericordie                                                                                    |
| 46v-47r |                           | F    | Quiconques dira tous les jours xv pater noster et xv ave maria Il dira en vingt an autant de fois pater noster et ave maria que nostre seigneur ihesu crist eut de plaies sur son preciuex corps cesta savoir V.m CCCC et lxxv (5475)                                                                              | Seigneur Ihesus crist fil de dieu vivant                                                                     |
| 47v-48r |                           | F    | met aflaat | Sire ihesus crist qui a prins ceste tres sacree char du ventre de la glorieuse vierge marie                  |
| 48r-48v |                           | L    | Sensieut celle mesmes oroison faite en latin; aflaatclausule achteraan | Domine ihesu christe                                                                                         |
| 48v-51r |                           | F    | Oroison a nostre dame | Ie te prie dame sainte marie mere de dieu                                                                    |
| 51r-51r |                           | L    | | Sub tuum presidium confugimus sancta dei genitrix                                                            |
| 51v-53v |                           | F    | Et apres sen sieut O intemerata en francois … met aflaatbeding | O tresente vine et pardurablement benoitte sepeciale et non comparable vierge mere de dieu                   |

### Weekgetijden
Dan volgen de weekgetijden met telkens een mis, samengaand met het getijde.
De weekgetijden zien er als volgt uit:
- f 54r-f 59r: Zondagsgetijden ven de Drievuldigheid
- f 59r-f 63r: Mis van de Drievuldigheid
- f 63v-f 69r: Maandaggetijden van de dood
- f 69v-f 71v: Requiem mis
- f 72r-f 75v: Dinsdaggetijden van de Heilige Geest
- f 76r-f 79r: Mis van de Heilige Geest
- f 79v-f 83v: Woensdaggetijden van Alle Heiligen
- f 83v-f 87v: Mis van Alle Heiligen
- f 88r-f 92v: Donderdaggetijden van het Heilig Sacrament
- f 92v-f 96v: Mis van het Heilig Sacrament
- f 97r-f 102r: Vrijdaggetijden van het Heilig Kruis
- f 102r-f 104r: Mis van het Heilig Kruis
- f 104v-f 109r: Zaterdaggetijden van de Heilige Maagd
- f 109v-f 113r: Mis van de Heilige Maagd

### Normale inhoud
Na de weekgetijden volgt wat men de normale minimum inhoud van een getijdenboek kan noemen. Eerst komt het Mariagetijde waarmee normalerwijze het getijdenboek zou beginnen. Het Mariagetijde wordt gevolgd door de boetepsalmen en de litanie. Na een gebed tot Christus volgt het dodenvigilie, een gebed tot Gregorius de Grote en een tekst uit de vier evangelies.
Dan komt een sectie van zes folia met gebeden voor dagelijks gebruik. Detail van deze gebeden met de inleidende rubriek in het Middelfrans kan men desgewenst raadplegen in de onderstaande tabel.
| Fol.      | Taal | Rubriek | Incipit                                                  |
| --------- | ---- | --- | -------------------------------------------------------- |
| 215r-215r | F    | Sensuivent plusieurs devotes louenges peticions oraisons et requetes qui a toute personne ayant entendement sont necessaires a dire a nostre seigneur ihesu crist |                                                          |
| 215r-215r | L    | Premierement tu diras au matin quant tu te leveras de ton lit | In matutinis meditabor                                   |
| 215v-215v | L    | Quant tu ustras hors de ta maison | Vias tuas domine                                         |
| 215v-215v | L    | Quant tu prendras de leaue benoite | Asperges me domine                                       |
| 215v-216r | L    | Quant tu seras devant le crucifix | Salva nos criste salvator                                |
| 216r-216r | L    | Quant le prestre se retourne | Spiritus sancti gracia                                   |
| 216r-216v | L    | A lelevacion du corps nostre seigneur | Anima cristi sanctifica me                               |
| 216v-216v | L    | Quant on lieve le calice | Ave vere sanguis domini nostri                           |
| 216v-217r | L    | Aultre oroison | Salve sancta caro dei                                    |
| 217r-217r | L    | Quant on prent la paix | Da pacem domine in diebus nostris                        |
| 217r-217v | L    | Quant on veult recevoir le corps de nostre seigneur Ihesu crist                                                                                                   | Domine non sum dignus                                    |
| 217v-218r | L    | Quant on lieve le calice | Vera percepcio corporis et sanguinis tui omnipotens deus |
| 218r-218r | L    | Conter la tempeste | A domo tua domine spiritua                               |
| 218r-218r | L    | Pour impetrer grace des pechiez | Exaudi quesumus domine                                   |
| 218r-218r | L    | Contre la tentacion de la char | Vere igne Sancti Spíritus                                |
| 218r-218v | L    | Contre les mauvaises pensees | Omnipotens mitissime deus respice propicius ad           |
| 218v-218v | L    | Pour quelque tribulacion | In effabilem                                             |
| 218v-219r | L    | Pour lammy vivant en tribulacion | Deus qui instificas                                      |
| 219r-219r | L    | Pour ceulx qui sont en voyage | Adesto domine supplicationibus nostrie                   |
| 219r-219r | L    | Pour nos bienfaicteurs | Pretende domine famulis                                  |
| 219r-219v | L    | Pour les amys qui sont en necessite | Omnipotens sempiterne deus                               |
| 219v-219v | L    | Pour le tien amy, qui est mort | Sulave piissime deus                                     |
| 219v-219v | L    | Pour le pere et pour la mere | Deus qui nos patrem et matrem honorare precepisti        |
| 219v-220v | F    | Devote oroison a dieu le pere | Mon benoit dieu ie croy de cueur et confesse de bouche   |

Dit onderdeel wordt gevolgd door de passiegetijden en gebeden tot het Heilig Kruis en de doornenkroon van Christus.
De suffragia die hierop volgen zijn vrij uitgebreid (41 folia en 75 miniaturen), er zijn weinig getijdenboeken met een dergelijk uitgebreide reeks van gebeden tot de heiligen. Zoals het Getijdenboek van Katharina van Kleef heeft er slechts 56.

### Slotgebeden
Na de suffragia volgen het “Obsecro te” en het “O intemerata” het Stabat Mater dolorosa, de zeven vreugden van Maria en nog enkele andere gebeden tot de Heilige Maagd. Daarop volgt een aantal gebeden te gebruiken tijdens de eucharistieviering bij de elevatie van de hostie en de kelk.
Na een gebed tot Adrianus van Nicomedia en een gebed tot de bewaarengel volgen de gebeden in het Frans, over de vijftien vreugden van Maria gevolgd door zeven gebeden, dagelijks te bidden tot Christus. Dan volgen nog een aantal psalmen met in rubriek de gelegenheid waarbij ze moeten gebeden worden volgens de instructies van Hilarius.
Het boek wordt afgesloten met een meditatie van Augustinus van Hippo, een gebed van paus Leo en een gebed tot Christus.

## Verluchting

### Verluchtingsprogramma
De enige kleur die we in het handschrift terugvinden is het rood en blauw van de initialen. Er zijn honderden met penwerk versierde initialen in het handschrift terug te vinden. Zoals steeds is de grootte afhankelijk van de plaats waar ze gebruikt worden, hoewel er blijkbaar geen strikte regels werden toegepast. De versalen zijn meestal een lijn hoog. De beginletter van een gebed is meestal 2 soms 3 of 4 lijnen hoog, bij de getijden worden beginletters van 5 en 6 lijnen hoog gebruikt. De initialen zijn afwisselend in het blauw en het rood. Grotere initialen worden dikwijls in het rood, blauw en wit geschilderd en steeds met penwerk versierd. Buiten het penwerk van de initialen dat meestal wat uitloopt is er geen margeversiering.
De miniaturen, hebben steeds een boord, versierd met ranken en bladeren. Soms zijn er tussen de bladeren draakjes, leeuwen en hanen (?) terug te vinden, er is er zelfs een met wildemannen in de boord (f116r). Bij sommige miniaturen is de boord onderverdeeld in driehoeken of rechthoeken die met bladen of bloemen zijn gevuld. Hier en daar staan de figuren of gebouwen over de rand van de miniatuur (bv. f25r, f26v, f27v, f41v etc.). Enkele miniaturen hebben een boord die uitgewerkt is als de lijst van een schilderij (f269r). Zowel de miniaturen als de boorden zijn volledig in grijstinten geschilderd, zonder gebruik van kleuraccenten, die in andere grisaille-werken wel voorkomen.
In de tabellen hieronder vindt men per sectie een beschrijving van alle miniaturen met de rubriek detail binnen de sectie, hoogte, breedte, artiest en omschrijving.

#### Kalender
| Fol.  | Detail    | h | b | A | Omschrijving                            |
| ----- | --------- | - | - | - | --------------------------------------- |
| Ir    | januari   |   |   | M | Een man die zich warmt bij de haard     |
| IIr   | februari  |   |   | M | Een man die hout klieft                 |
| IIIr  | maart     |   |   | M | Man bewerkt het veld met een hak        |
| Ivr   | april     |   |   | M | Een wandelend paar                      |
| Vr    | mei       |   |   | M | Een zittend verliefd paar               |
| Vir   | juni      |   |   | M | Het hooien                              |
| VIIr  | juli      |   |   | M | Het oogsten van het koren               |
| VIIIr | augustus  |   |   | M | Het dorsen van het graan                |
| Ixr   | september |   |   | M | Een man die druiven perst met de voeten |
| Xr    | oktober   |   |   | M | Het zaaien                              |
| Xir   | november  |   |   | M | Het voeren van de varkens met eikels    |
| XIIr  | december  |   |   | M | Het slachten van een varken             |

#### Diverse gebeden
| Fol. | Detail                                   | h   | b   | A | Omschrijving |
| ---- | ---------------------------------------- | --- | --- | - | --- |
| 1r   | Gebed tot het heilig gelaat van Christus | 110 | 110 | T | Veronica met het zweetdoek, geflankeerd door Paulus met zijn zwaard en Petrus met zijn sleutels. Bij het gebed tot het heilig gelaat van Jezus.                                      |
| 2r   | Gebed tot Michaël                        | 110 | 110 | T | De aartsengel Michaël die de zielen weegt |
| 10r  | Gebed tot de Maagd                       | 90  | 105 | T | Annunciatie bij een gebed tot de Heilige Maagd |
| 11v  | Gebed tot de Maagd                       | 85  | 105 | T | Visitatie bij een gebed tot de Heilige Maagd |
| 12r  | Gebed tot de Maagd                       | 90  | 105 | T | De geboorte van Christus met Maria, Jozef en een vroedvrouw. Twee herders op de achtergrond.                                                                                         |
| 13r  | Gebed tot de Maagd                       | 80  | 75  | T | Maria met Kind, een engel droogt de luiers. Het tafereel is afgebeeld in een woonkamer, het illustreert een gebed tegen de bekoringen van het vlees.                                 |
| 13v  | Gebed tot de Maagd                       | 75  | 110 | T | Maria zittend in een ommuurde tuin met het kind op haar schoot en een musicerende engel. Bij een gebed tegen de bekoringen van de wereld.                                            |
| 14r  | Gebed tot de Heilige Geest               | 80  | 110 | T | Afbeelding van het Pinkstergebeuren ter illustratie van het Veni Creator |
| 15v  | Geloofsbelijdenis                        | 75  | 75  | T | Een genadestoel van het moderne type, bij de geloofsbelijdenis |
| 18r  | Gebed tot Christus                       | 60  | 75  | T | Het doopsel van Christus in de Jordaan. |
| 19v  | Gebed tot Barbara                        | 75  | 70  | T | De marteldood van de heilige Barbara bij een gebed aan haar toegeschreven. |
| 20r  | Gebed tot Christus                       | 75  | 65  | T | De kruisdood van Christus met Maria en Johannes bij het kruis en Philips de Goede geknield in gebed, ter illustratie bij een gebed tot de gekruisigde.                               |
| 21r  | Gebed tot Christus                       | 80  | 110 | T | De transfiguratie op de berg Tabor met Christus, Mozes en Elias zwevend in de lucht en de drie apostelen die verbaasd toekijken. Bij een gebed tot Christus van de Heilige Anselmus. |
| 21v  | Gebed tot Christus                       | 80  | 75  | T | De intrede van Christus in Jeruzalem |
| 23r  | Gebed tot Christus                       | 85  | 105 | T | Een voorstelling van het laatste avondmaal. |
| 24r  | Gebed tot Christus                       | 80  | 65  | T | Christus biddend in de olijfhof met zijn leerlingen die slapen. |
| 24v  | Gebed tot Christus                       | 80  | 70  | T | De gevangenname van Christus. Hij geneest het oor van Malchus dat door Petrus was afgehouwen.                                                                                        |
| 25r  | Gebed tot Christus                       | 85  | 70  | T | Christus voor Pilatus die zijn handen wast om zijn onschuld aan de dood van Christus te tonen                                                                                        |
| 26r  | Gebed tot Christus                       | 85  | 70  | T | Christus wordt gegeseld |
| 26v  | Gebed tot Christus                       | 85  | 70  | T | De kruisdraging |
| 27v  | Gebed tot Christus                       | 80  | 70  | T | De kruisdood van Christus met de twee moordenaars. Onderaan het kruis Maria en Johannes. Deze miniatuur illustreert een aflaatgebed.                                                 |
| 29v  | Gebed tot Christus                       | 85  | 70  | T | De kruisafname |
| 32v  | Gebed tot Christus                       | 80  | 65  | T | De graflegging |
| 33r  | Gebed tot Christus                       | 85  | 70  | T | De verrijzenis, met in de achtergrond, de drie vrouwen op weg naar het graf |
| 36r  | Gebed tot Christus                       | 80  | 70  | T | Het laatste oordeel |
| 39v  | Gebed tot Christus                       | 80  | 65  | T | David in gebed |
| 41v  | Gebed tot het Heilig Sacrament           | 85  | 70  | T | Filips de Goede geknield biddend voor het altaar, bij het gebed ter voorbereiding van de communie                                                                                    |
| 43v  | Gebed tot het Heilig Sacrament           | 85  | 65  | T | Filips de Goede ontvangt de communie |
| 44v  | Gebed tot het Heilig Sacrament           | 85  | 65  | T | Filips de goede in gebed, bij het gebed na de communie. |
| 45v  | Gebed tot de Maagd                       | 85  | 65  | T | Madonna met kind en Filips de Goede geknield biddend; illustratie bij het Salve Regina.                                                                                              |
| 46v  | Gebed tot Christus                       | 80  | 65  | T | De geseling van Christus |
| 47v  | Gebed tot Christus                       | 85  | 65  | T | Christus aan het kruis met Maria en Johannes |
| 48v  | Gebed tot de Maagd                       | 85  | 70  | T | Filips de Goede geknield biddend tot Maria met kind. |
| 51v  | Gebed tot de Maagd                       | 85  | 70  | T | Maria met Christuskind bij de Franse versie van het O intemerata. |

#### Weekgetijden
| Fol. | Detail                                     | h   | b   | A | Omschrijving                                                                                         |
| ---- | ------------------------------------------ | --- | --- | - | --- |
| 54r  | Zondagsgetijden ven de Drievuldigheid      | 110 | 110 | M | Drievuldigheid (genadestoel, late versie)                                                            |
| 59r  | Mis van de Drievuldigheid                  | 65  | 65  | M | Drievuldigheid (genadestoel, vroege versie)                                                          |
| 63v  | Maandaggetijden van de dood                | 105 | 110 | M | Een begrafenisstoet komt de kerk binnen                                                              |
| 69v  | Requiem mis                                | 65  | 65  | M | Een dodendienst in een kerk                                                                          |
| 72r  | Dinsdaggetijden van de Heilige Geest       | 105 | 105 | M | De neerdaling van de Heilige Geest over Maria en de apostelen                                        |
| 76r  | Mis van de Heilige Geest                   | 65  | 65  | M | De Heilige Geest daalt neer over de priesters die een mis celebreren                                 |
| 79v  | Woensdaggetijden van Alle Heiligen         | 105 | 110 | M | God op zijn troon in de hemel, met voor hem de Heilige Maagd en rondom hen de heiligen en engelen    |
| 83v  | Mis van Alle Heiligen                      | 65  | 65  | M | Maria met het Christuskind omringd door heiligen, in een landschap                                   |
| 88r  | Donderdaggetijden van het Heilig Sacrament | 105 | 110 | M | De aanbidding van het Heilig Sacrament                                                               |
| 92v  | Mis van het Heilig Sacrament               | 65  | 65  | M | Sacramentsprocessie met een priester met de monstrans onder een baldakijn gedragen door vier mannen. |
| 97r  | Vrijdaggetijden van het Heilig Kruis       | 105 | 105 | M | Maria en Johannes onder het kruis op Golgotha met Jeruzalem in de achtergrond.                       |
| 102r | Mis van het Heilig Kruis                   | 65  | 65  | M | Maria en Johannes onder het kruis. Het kruis staat midden op een weg in een heuvelachtig landschap   |
| 104v | Zaterdaggetijden van de Heilige Maagd      | 95  | 110 | M | Madonna zittend op een maansikkel met het Christuskind.                                              |
| 109v | Mis van de Heilige Maagd                   | 75  | 70  | M | Maria lactans                                                                                        |

#### Mariagetijden
| Fol. | Detail    | h   | b   | A | Omschrijving |
| ---- | --------- | --- | --- | - | --- |
| 116r | Metten    | 105 | 105 | T | Annunciatie, geplaatst in de kamer van de maagd met een landschap zichtbaar door het raam waarin God de Vader in de hemel verschijnt.                                                |
| 129v | Lauden    | 100 | 85  | T | Visitatie in een berglandschap, Jozef komt aan op de achtergrond. |
| 136r | Priem     | 105 | 110 | T | De verkondiging van de geboorte van Christus aan de herders in een bergachtig landschap waar de herders hun schapen weiden. Merkwaardig genoeg gaat dit tafereel de geboorte vooraf. |
| 139r | Terts     | 100 | 110 | T | De geboorte van Christus. Maria en Jozef aanbidden het Christuskind, de vroedvrouw is er ook bij en de herders kijken toe van aan de omheining.                                      |
| 141v | Sext      | 105 | 110 | T | De opdracht in de tempel. Een dienstmaagd draagt het mandje met het traditionele offer: de twee duiven.                                                                              |
| 143v | Noon      | 105 | 110 | T | De aanbidding der wijzen. |
| 146r | Vespers   | 105 | 110 | T | De vlucht naar Egypte met in de achtergrond het mirakel van het graan. |
| 150r | Completen | 105 | 110 | T | De kroning van Maria in de hemel. Maria is geknield voor God en een engel plaatst de kroon op haar hoofd.                                                                            |

#### Boetepsalmen e.v.
| Fol. | Detail                       | h   | b   | A | Omschrijving |
| ---- | ---------------------------- | --- | --- | - | --- |
| 153r | Boetepsalmen                 | 105 | 105 | T | David in zijn paleis bidt tot God voor vergeving. |
| 167r | Gebed tot Christus           | 55  | 50  | M | Het Christuskind, zittend op een kussen met een wereldbol en een scepter |
| 169r | Dodenvigilie                 | 80  | 110 | T | Het afleggen van een gestorvene. |
| 209r | Gebed tot Gregorius de grote | 65  | 65  | M | Gregorius de Grote gezeten op een troon, met tiara en zijn kruisstaf en boek in de hand                                                                                          |
| 211r | Evangelie Johannes           | 65  | 65  | M | De evangelist Johannes met zijn adelaar op het eiland Patmos |
| 212r | Evangelie Lucas              | 65  | 65  | M | Lucas in zijn studeervertrek schrijvend aan een lessenaar, in gezelschap van de os, zijn symbool.                                                                                |
| 213r | Evangelie Mattheus           | 65  | 65  | M | Mattheus, aan het schrijven, in gezelschap van een engel. |
| 214r | Evangelie Marcus             | 60  | 55  | M | Marcus met de leeuw, schrijvend in zijn studeerkamer. |
| 221r | Passiegetijden               | 105 | 105 | M | Christus staande in een graftombe met de werktuigen van zijn passie en omringd door vier personages                                                                              |
| 242r | Gebed tot het Heilig Kruis   | 105 | 105 | T | Kalvariescène met Christus gekruisigd tussen de twee moordenaars. Aan het kruis Maria, Johannes en de honderdman die via een banderol zegt: "Deze was waarlijk de zoon van God". |
| 243r | Gebed tot het Heilig Kruis   | 100 | 70  | T | Een processie met het Heilig Kruis gaat de kerk binnen. |
| 243v | Gebed tot de Doornenkroon    | 100 | 70  | T | Drie engelen tonen de doornenkroon. |

#### Suffragia
| Fol. | Detail                   | h   | b   | A | Omschrijving |
| ---- | ------------------------ | --- | --- | - | --- |
| 244r | Drie-eenheid             | 115 | 105 | T | Genadestoel |
| 245r | Maria lactans            | 110 | 105 | T | Maria lactans: Maria die haar kind de borst geeft. Het tafereel is gesitueerd in een woonvertrek. |
| 246r | Veronica                 | 115 | 70  | T | Veronica met het zweetdoek, staande voor een eredoek |
| 246v | Michaël                  | 90  | 60  | T | De aartsengel Michael verslaat de duivel |
| 247r | Johannes de Doper        | 75  | 70  | T | Johannes de Doper in een interieur met het Lam Gods op een boek. |
| 247v | Petrus                   | 80  | 72  | T | Petrus als paus gezeten op een troon met de tiara op, en kruisstaf en sleutel in de hand |
| 248r | Paulus                   | 85  | 70  | T | Paulus in een kamer met een kaars brandend in een nis. Hij houdt het zwaard van zijn marteldood in de hand. |
| 248v | Petrus en Paulus         | 85  | 110 | T | Petrus en Paulus staande in een kamer, Petrus met de sleutel en Paulus met het zwaard. |
| 249r | Andreas                  | 85  | 65  | T | Andreas geknield voor het andreaskruis waarop hij de marteldood zal sterven. |
| 249v | Jacobus de Meerdere      | 85  | 65  | T | Jacobus de Meerdere met pelgrimsstaf met een jakobsschelp eraan. De traditionele pelgrimshoed ontbreekt. |
| 250r | Johannes de evangelist   | 85  | 70  | T | Johannes staande in een kamer. Hij houdt de gifbeker in zijn hand waar een slangetje uitkomt, verwijzend naar de legende dat hij een gifbeker dronk zonder schadelijk gevolg voor hem terwijl een ter dood veroordeelde er wel duidelijk aan stierf.                              |
| 250v | Bartholomeus             | 85  | 70  | T | Bartolomeüs afgebeeld met een mes en een boek in zijn handen, staande in een vertrek. Het mes duidt op zijn marteldood, hij werd levend gevild. |
| 251r | Philippus                | 80  | 65  | T | Filippus met de kruisstaf en een boek in zijn hand staande in een ommuurde tuin met een berglandschap op de achtergrond. |
| 251v | Mattheus de evangelist   | 80  | 65  | T | Matteüs met een speer, het werktuig van zijn marteldood, voor een omheining in een tuin met rotslandschap op de achtergrond. |
| 252r | Jacobus de Mindere       | 80  | 65  | T | Jacobus de Mindere afgebeeld in een kerkgebouw(?) met een boek en een knuppel in zijn handen. |
| 252v | Simon de zeloot          | 80  | 65  | T | Simon staande in een loggia met een zaag en een boek in zijn handen. Achter hem een landschap met een stad en rotsen. |
| 253r | Judas Thaddeus           | 80  | 65  | T | Judas Taddeüs met een winkelhaak in een vertrek. |
| 253v | Matthias                 | 80  | 65  | T | Mattias staande in een kamer met een hellebaard, het werktuig van zijn marteldood en een boek in zijn handen. |
| 254r | Thomas                   | 80  | 65  | T | Christus verschijnt aan Tomas die niet in de opstanding geloofde en laat hem zijn vingers in de wonden steken en zijn hand in de wonde in zijn zijde. |
| 254v | Barnabas van Cyprus      | 80  | 70  | T | Barnabas van Cyprus staande voor een rotslandschap. |
| 255r | Lucas de evangelist      | 80  | 65  | T | Lucas in zijn atelier schildert de Heilige Maagd. Naast hem zit zijn symbool, de os. |
| 255v | Marcus de evangelist     | 70  | 65  | T | Marcus met zijn symbool de leeuw, is in een kamer aan het schrijven. |
| 256r | Stefanus                 | 80  | 65  | T | Stefanus wordt gestenigd in een rotslandschap. |
| 256v | Laurentius van Rome      | 80  | 65  | T | Laurentius staande in een kamer met een rooster in de hand. Hij werd levend geroosterd. |
| 257r | Clemens                  | 80  | 65  | T | De marteldood van Clemens, volgens de legende werd hij met een anker aan zijn nek gebonden in zee geworpen. |
| 257v | Vincentius               | 80  | 65  | T | Vincentius afgebeeld in een vertrek, lezend in een boek. |
| 258r | Beningus                 | 80  | 65  | T | Benignus met kromstaf staande in een landschap met een stad op de achtergrond. |
| 258v | Joris                    | 80  | 65  | T | Sint-Joris die te paard de draak bestrijdt en doodt. Op de achtergrond een stad (Silena in Libië) en links achter Joris, de prinses die aan de draak geofferd werd. |
| 259r | Petrus van Verona        | 75  | 65  | T | Petrus de Martelaar staande in een kamer, met een boek in de hand. Zijn hoofd is doorkliefd met een zwaard en hij is doorstoken met een ander zwaard. |
| 259v | Thomas Becket            | 75  | 65  | T | De miniatuur toont de moord op Thomas Becket voor het altaar waar hij de mis opdroeg. |
| 260r | Blasius                  | 80  | 65  | T | Marteling van Blasius, hij wordt gemarteld met ijzeren kammen. |
| 260v | Christoffel              | 85  | 65  | T | Christoffel draagt het Jezuskind over een rivier en moet zwaar op zijn stok steunen onder de enorme last. Hij wordt bijgelicht door een heremiet. |
| 261r | Denis van Parijs         | 75  | 65  | T | De miniatuur toont de marteldood van Dionysius van Parijs en zijn gezellen. Volgens de legende wandelde Dionysius (Saint Denis) na zijn onthoofding, met zijn hoofd in zijn handen, tot op de plaats waar hij wilde begraven worden en waar de beroemde abdij gebouwd zou worden. |
| 261v | Cosmas en Damianus       | 75  | 65  | T | Cosmas en Damianus staande in een landschap voor een stad. De ene heeft een zalfpot in de handen de andere een spatel, attributen die verwijzen naar hun beroep als geneeskundigen.                                                                                               |
| 262r | Mauritius van Agaunum    | 80  | 65  | T | Mauritius wordt afgebeeld als ridder te paard en aanvoerder van het Thebaanse Legioen |
| 262v | Sebastiaan               | 80  | 65  | T | De marteldood van Sebastiaan. Men ziet Sebastiaan vastgebonden aan een boom en met pijlen doorboord. |
| 263r | Eustachius van Rome      | 75  | 65  | T | Eustachius steekt een rivier over; zijn zoons door een wolf en een leeuw geroofd |
| 263v | Onozele kinderen         | 75  | 65  | T | De miniatuur toont Herodes die toekijkt hoe de kinderen uit Bethlehem worden vermoord. Het tafereel speelt zich af in zijn paleis. |
| 264r | Germanus                 | 85  | 65  | T | Germanus afgebeeld als abt met mijter en kromstaf. |
| 264v | Martinus van Tours       | 75  | 65  | T | Martinus geeft de helft van zijn mantel aan een bedelaar |
| 265r | Nicholaas van Myra       | 85  | 65  | T | Nicolaas wekt volgens de legende drie door een herbergier geslachte studenten, in andere verhalen drie kinderen, weer tot leven. |
| 265v | Antonius van Egypte      | 85  | 65  | T | Antonius de abt wordt voorgesteld in een gebouw, gekleed in een monnikspij en in gezelschap van twee varkens. |
| 266r | Karel de Grote           | 80  | 65  | T | Karel de Grote in een gebouwtje gekroond als keizer, met zwaard en rijksappel (wereldbol) in zijn handen. |
| 266v | Augustinus van Hippo     | 80  | 65  | T | Augustinus staande in een gebouw als bisschop met een hart in zijn handen. |
| 267r | Bernardus van Clairvaux  | 80  | 65  | T | Bernardus afgebeeld als abt met een hond aan zijn voeten. |
| 267v | Yvo van Bretagne         | 80  | 65  | T | Ivo Hélory wordt voorgesteld in een landschap. Hij geeft aalmoezen aan de armen en in de andere hand houdt hij een perkament wat op zijn ambt van kerkelijk rechter wijst. |
| 268r | Lodewijk de Heilige      | 80  | 65  | T | Lodewijk de Heilige staat in koninklijk gewaad met scepter en boek, voor een eredoek in een opengewerkt gebouw, met op de achtergrond een stadszicht. |
| 268v | Lodewijk van Marseille   | 80  | 65  | T | Lodewijk van Marseille, afgebeeld als bisschop met kromstaf en mijter en wapenschild met de Koninklijke lelies. Om zijn middel draagt hij de franciscaner gordelkoord. |
| 269r | Dominicus van Caleruega  | 80  | 65  | T | Dominicus, de stichter van de dominicanen, afgebeeld staande in een landschap met een stad op de achtergrond. De boord van deze miniatuur is uitgewerkt als een lijst van een schilderij.                                                                                         |
| 269v | Thomas van Aquino        | 80  | 65  | T | Thomas van Aquino wordt afgebeeld staande voor een eredoek in een kamer, met een boek in zijn handen. |
| 270r | Franciscus van Assisi    | 85  | 65  | T | Franciscus ontvangt de stigmata. Hij zit geknield in een rotslandschap met een medebroeder op de achtergrond en rondom hem wilde dieren. De Gekruisigde, zwevend in de lucht, stuurt hem de stigmata.                                                                             |
| 270v | Aegidius                 | 85  | 65  | T | Egidius wordt voorgesteld gezeten in een landschap met een stad of kasteel op de achtergrond. Hij is door een pijl getroffen en toont een boek aan een hinde. |
| 271r | Leonardus van Noblac     | 85  | 65  | T | Leonardus van Noblac afgebeeld in een kerkgebouw met een boek en handboeien. |
| 271v | Maurus van Glanfeuil     | 80  | 65  | T | Maurus afgebeeld als abt in een kerkgebouw, met een kreupele voor hem |
| 272r | Fiacre van Meaux         | 80  | 65  | T | Fiacrius afgebeeld in een landschap met een stad op de achtergrond. Hij houdt een boek en een spade in de hand. |
| 272v | Sulpice van Bourges      | 80  | 65  | T | Sulpicius afgebeeld als bisschop met kromstaf en mijter, staande in een kerkgebouw. |
| 273r | Claudius van Besançon    | 80  | 65  | T | Claudius afgebeeld als bisschop met kromstaf en mijter, staande in een kerkgebouw. |
| 273v | Julianus Hospitator      | 80  | 65  | T | Julianus brengt Christus naar de overkant van de rivier als veerman. |
| 274r | Judoc van Ponthieu       | 80  | 65  | T | Judocus wordt voorgesteld als pelgrim in een landschap |
| 274v | Maria Magdalena          | 80  | 65  | T | Maria Magdalena wordt voorgesteld in een kamer, met haar klassieke attribuut: de zalfpot. |
| 275r | Martha van Bethanië      | 80  | 65  | T | Martha wordt afgebeeld in een keuken met een lepel in haar hand. |
| 275v | Agnes van Rome           | 80  | 65  | T | Agnes wordt afgebeeld staande in een landschap met de martelaarspalm in haar hand en een lammetje aan haar voeten. |
| 276r | Catherina van Alexandrië | 80  | 65  | T | De miniatuur toont de marteldood van Catharina van Alexandrië met het gebroken rad op de achtergrond. De keizer en zijn gevolg kijken toe. |
| 276v | Margaretha van Antiochië | 80  | 65  | T | De miniatuur bij Margaretha toont de klassieke iconografie, namelijk Margaretha die dankzij het kruis uit de draak ontsnapt. |
| 277r | Cecilia van Rome         | 80  | 65  | T | De miniatuur toont de marteldood van Cecilia en van Valerianus, haar echtgenoot. |
| 277v | Elisabeth van Hongarije  | 80  | 65  | T | Elisabeth van Hongarije wordt afgebeeld in een kamer voor een eredoek, met een kroon in de handen. |
| 278r | Agatha van Catania       | 80  | 65  | T | In een kerker ziet men de marteling van Agatha, wier borsten worden afgerukt. |
| 278v | Lucia van Syracuse       | 80  | 65  | T | Een span ossen probeert tevergeefs Lucia naar een bordeel te slepen, ze wordt dan met een zwaard doorstoken. |
| 279r | Apollonia van Alexandrië | 80  | 65  | T | De miniatuur toont de marteling van Apollonia, haar tanden worden uitgerukt. |
| 279v | De elfduizend maagden    | 80  | 65  | T | De marteldood van de elfduizend maagden wordt afgebeeld. Eigenaardig genoeg is er geen verwijzing naar Ursula. |
| 280r | Barbara                  | 80  | 65  | T | Barbara wordt afgebeeld staande in een landschap, naast haat attribuut: de toren. |
| 280v | Anna                     | 80  | 65  | T | Maria en Anna: de miniatuur toont Anna gezeten in een ommuurde tuin met Maria (als mini volwassene) op haar schoot. Men ziet een stad op de achtergrond. |
| 281r | Genevieve                | 85  | 65  | T | Genoveva in een landschap, met een brandende kaars in de hand. De duivel probeert de kaars uit te blazen, maar de bewaarengel steekt ze terug aan. |
| 281v | Avia van Parijs          | 85  | 65  | T | Avia of Avoie ontvangt de communie aan Maria. |

#### Andere gebeden
| Fol. | Detail                           | h   | b   | A | Omschrijving |
| ---- | -------------------------------- | --- | --- | - | --- |
| 282r | Gebed voor de relieken           | 80  | 65  | T | De hertog geknield in gebed voor een altaar waarop Christus verschijnt me de werktuigen van zijn lijden. |
| 283r | Gebed tot alle heiligen          | 120 | 105 | T | De miniatuur toont een afbeelding van de hemel. God en Maria zitten op een troon omringd door de engelen. Daaromheen staat een ganse menigte heiligen waarvan men er veel kan herkennen aan de attributen die ze dragen. De apostelen staan op de eerste rij. Op de tweede rij volgen de mannelijke heiligen en de vrouwelijke heiligen komen op de derde rij. |
| 284r | Gebed tot Suzanna                | 80  | 75  | T | Merkwaardig genoeg wordt de kuise Suzanna uit het boek Daniël van het Oude Testament hier opgevoerd als heilige. In de miniatuur zien we Suzanna bespied door de twee ouderlingen, maar van baden is niet echt sprake. |
| 285r | Gebed tot de Maagd               | 65  | 65  | M | Bewening van Christus onder het kruis. |
| 287v | Gebed tot de Maagd               | 65  | 65  | M | Maria en Johannes aan de voet van het kruis |
| 289v | Gebed tot de Maagd               | 65  | 65  | M | Maria in gebed voor het kruis. |
| 291v | Gebed tot de Maagd               | 65  | 65  | M | Maria met Kind gezeten op een troon. |
| 297r | Gebed tot Adrianus van Nicomedia | 80  | 75  | M | Adrianus met een zwaard in de ene hand en een aambeeld en hamer in de andere, staande op een leeuw in een kamer. |
| 297v | Gebed tot de bewaarengel         | 80  | 75  | M | De miniatuur toont een engel met staf in de hand in een interieur. |
| 299r | Gebed tot de Maagd               | 80  | 110 | T | Filips de Goede in gebed voor Maria met het kind op haar schoot. Door het raam zien we de ommuurde tuin of binnenplaats. |
| 311r | Gebed tot Leo de Grote           | 55  | 55  | M | Leo de Grote zittend in een kerk, links van het altaar, op een troon met baldakijn. |

### De verluchters
Volgens de informatie van de KB werd het handschrift in twee campagnes geschreven en verlucht. De eerste campagne zou ten laatste in 1460 beëindigd zijn geweest. Voor deze campagne was Jan Tavernier verantwoordelijk. De tweede campagne moet omstreeks 1500 gesitueerd worden en de verluchter hiervan was de Meester van de gebedenboeken omstreeks 1500.
In de eerste campagne realiseerde Jan Tavernier 125 miniaturen in de volgende delen:
- f1r-f53v: Diverse gebeden (34 miniaturen)
- f116r-f152v: Mariagetijden (8 miniaturen)
- f153r-f166v: Boetepsalmen en litanie (1 miniatuur)
- f169r-f208v: Officie van de doden (1 miniatuur)
- f221v-f243v: Passiegetijden en gebeden tot het kruis en de doornenkroon (3 miniaturen)
- f244r-f284v: Suffragia (77 miniaturen)
- f299r-f304r: Diverse gebeden (1 miniatuur)

Buiten de diverse gebeden in het begin, was het boek dat gemaakt werd in de eerste campagne eigenlijk een vrij standaard getijdenboek.
Jan Tavernier werkte in die periode regelmatig voor de hertog van Bourgondië. Zijn specialiteit was de grisaille. Grisaille was in de mode aan het Bourgondische hof, Filips de Goede had trouwens een voorkeur voor zwart. Of Tavernier in Doornik werkte of niet is niet zeker, maar wat men wel met zekerheid kan stellen en vaststellen in zijn werk, is dat hij sterk beïnvloed was door de Doornikse kunst uit de jaren 1420-1430 en dan vooral door het werk van Robert Campin alias de Meester van Flémalle. Van hem zou hij de liefde voor het detail van de huisinrichting, het gemaniëreerde voorstellen van de handen, de brede perspectieven, de wijde geplooide mantels en dergelijke hebben overgenomen. De Maria Lactans op folium 245 recto is daar een prachtig voorbeeld van. Men kan trouwens het werk van Tavernier vergelijken met het werk van de Gebedenboekenmeester die eveneens een Maria Lactans schilderde, terug te vinden op folium 109 verso. Een ander aspect in zijn schilderkunst is het narratieve in zijn voorstellingen, hij vertelt graag een verhaal, soms toont hij verschillende fases van een gebeuren in één miniatuur.
De tweede campagne met de Meester van de Gebedenboeken omstreeks 1500 bestond uit 28 miniaturen en 12 medaillons:
- fir-fxiiv: Kalender (12 medaillons)
- f54r-f113r: Getijden en missen voor elke dag in de week (14 miniaturen)
- f167r-f168v: Gebed tot christus (1 miniatuur)
- f209r-f210v: Gebed tot Gregorius de Grote (2 miniatuur)
- f211r-f215r: Lezingen uit de vier evangelies (3 miniaturen)
- f215r-220v: Gebeden voor dagelijks gebruik (0 miniaturen)
- f221r-f221r: Beginminiatuur van de passiegetijden (1 miniatuur)
- f285r-f293v: Gebeden tot de Maagd Maria (4 miniaturen)
- f293v-f298vr: Diverse gebeden. (2 miniaturen)
- f304v-f327r: Diverse gebeden. (1 miniatuur)

Deze meester werkte in de periode van 1485 tot 1520 en werkte samen met alle grote miniaturisten van zijn tijd. De kwaliteit van zijn werk, of tenminste van de aan hem toegeschreven werken, is nogal sterk uiteenlopend. Wat we in dit handschrift van hem terug vinden is trouwens van beduidend mindere kwaliteit dan het werk van Tavernier. Hij is vooral bekend van zijn miniaturen die het dagelijkse leven uitbeelden, zowel aan het hof als bij de gewone man.